# Libro di sogni
Libro di sogni (titolo orig. Libro de sueños) è un'antologia di brani curata da Jorge Luis Borges, la quale raccoglie racconti brevi o citazioni, tratti da autori reali o fittizi, il cui tema centrale sono i sogni, o l'atto di sognare. 

## Tema
Il libro è composto da un prologo iniziale, seguito da 113 testi selezionati, che possono variare da brevi citazioni di un paragrafo a racconti di diverse pagine. 
Uscito per la prima volta nel 1976 a Buenos Aires, edito da Torres Agüero Editore, il libro fu pubblicato per la prima volta in italiano nel 1985, nella prestigiosa collezione della Biblioteca di Babele, dell'editore d'arte Franco Maria Ricci.

## Edizioni
- (ES) Libro de sueños, Buenos Aires, Torres Aguero editore, 1976.
- Libro di sogni, collana La Biblioteca di Babele n.32, traduzione di Tilde Arcelli Riva, Parma, Franco Maria Ricci Editore, 1985, ISBN 88-216-0232-X.
- Libro di sogni, traduzione di T. Arcelli Riva, Collana Oscar. La Biblioteca di Babele n.6, Milano, Mondadori, 1989, ISBN 88-04-32144-X. - Collana Oscar Narrativa n.1338, Mondadori, 1996.
- Libro di sogni, collana Oscar Scrittori del Novecento n.1338, traduzione di T. Arcelli Riva, Milano, Mondadori, 1998, ISBN 88-04-45552-7.
- Libro di sogni, a cura di Tommaso Scarano, Collana Piccola Biblioteca n.679, Milano, Adelphi, 2015, ISBN 978-88-459-3011-9.

### Altre edizioni
- (ES) Libro de sueños, Alianza Editorial, 1999.
- (ES) Libro de sueños, Debolsillo, 2013.
- (ES) Libro de sueños, Sudamericana, 2022.
- (DE) Buch der Träume, Monaco di Baviera - Vienna, Carl Hanser Verlag, 1981.
- (DE) Buch der Träume, Fisher Taschenbuch Verlag, 1º aprile 1994.